# Regio Rivierenland
De Regio Rivierenland is een intergemeentelijk samenwerkingsverband van acht gemeenten in de Nederlandse provincie Gelderland: Buren, Culemborg, Maasdriel, Neder-Betuwe, Tiel, West Betuwe, West Maas en Waal en Zaltbommel. De Regio Rivierenland werd opgericht in 1986 en komt exact overeen met COROP-gebied Zuidwest-Gelderland. Sinds 2006 wordt het samenwerkingsverband wettelijk geregeld via de Wet gemeenschappelijke regelingen (Wgr).
Geografisch omvat de Regio Rivierenland de Betuwe, de Tielerwaard, de Culemborgerwaard, de Bommelerwaard en het westelijk deel van het Land van Maas en Waal. Het Waterschap Rivierenland omvat een groter verzorgingsgebied dan het samenwerkingsverband tussen de genoemde acht gemeenten. Het waterschap omvat namelijk ook het stroomgebied van de Waal, Rijn en Nederrijn in de regio Arnhem–Nijmegen, plus delen van de aangrenzende provincies Zuid-Holland, Noord-Brabant en Utrecht. De woningmarktregio Woongaard is eveneens groter dan de Regio Rivierenland: deze omvat ook de gemeenten Altena, Gorinchem, Molenlanden, Hardinxveld-Giessendam en Vijfheerenlanden.
Oost-Groningen · Delfzijl en omgeving · Overig Groningen · Noord-Friesland · Zuidwest-Friesland · Zuidoost-Friesland · Noord-Drenthe · Zuidoost-Drenthe · Zuidwest-Drenthe · Noord-Overijssel · Zuidwest-Overijssel · Twente · Veluwe · Achterhoek · Arnhem/Nijmegen · Zuidwest-Gelderland · Utrecht · Kop van Noord-Holland · Alkmaar en omgeving · IJmond · Agglomeratie Haarlem · Zaanstreek · Groot-Amsterdam · Het Gooi en Vechtstreek · Agglomeratie Leiden en Bollenstreek	 · Agglomeratie 's-Gravenhage · Delft en Westland · Oost-Zuid-Holland · Groot-Rijnmond · Zuidoost-Zuid-Holland · Zeeuws-Vlaanderen · Overig Zeeland · West-Noord-Brabant · Midden-Noord-Brabant · Noordoost-Noord-Brabant · Zuidoost-Noord-Brabant · Noord-Limburg · Midden-Limburg · Zuid-Limburg · Flevoland